# Samo mi se spava
"Samo mi se spava" (em sérvio:  Само ми се спава) é uma canção do cantor e compositor sérvio Luke Black, lançada em 2 de fevereiro de 2023. A canção representou a Sérvia no Festival Eurovisão da Canção 2023. Terminou em 24.º lugar com 30 pontos.

## Festival Eurovisão da Canção
A Sérvia foi colocada na primeira semi-final, a realizar em 9 de maio de 2023, e actuou na primeira parte do espetáculo. A canção classificou-se em 10º lugar nas meias-finais e terminou em 24º lugar na grande final, com 30 pontos.